# Aiyai
Genres associés
Bedoui oranais
Le aiyai, bedoui saharien ou chant saharien est un genre poètico-musical traditionnel du sud-centre algérien, il est basé sur la poésie du melhoun.

## Étymologie
Aiyai, est le nom donné au chant bédouin du sud-centre et sud-centre-est algérien, ainsi dénommé par la formule interjective et répétitive par laquelle sont scandées toutes les chansons du genre, le terme aiyai signifie « viens, suis moi », le genre est appelé communément chant saharien.
Il également appelé bédoui sahraoui, le genre bédoui compte trois styles en Algérie : le bedoui saharien, le bedoui wahrani et le bedoui chaoui. Bedoui signifie « rural ». En effet, bédoui renvoie communément à la campagne et à la ruralité. Par ailleurs, le genre est dénommé également chergui.

## Thématiques
Fondé autant sur le texte poétique que sur la musique, le genre aiyai exprime le mode de vie des nomades de l'Atlas saharien, continuellement en voyage entre steppe et oasis. Les poètes sont les maîtres du sens. D'ailleurs, Ibn Khaldoun, signalait cette fonction du poète chez les Zénètes : « Le poète marche devant les rangs et chante. ».
Proche de la vie quotidienne, la poésie melhoun du aiyai tire de son environnement. Ces poèmes peuvent être liturgiques et religieux (medh) ou épiques, des chants d'exil et de nostalgie, et des élégies, le thème de l'amour reste l'axe central de tous les poètes du genre. La coexistence religieux-profane caractérise beaucoup de morceaux, imposée par le puritanisme de la société musulmane traditionnelle. Les animaux sont également sollicités, notamment le dromadaire le cheval.

## Aire géographique
Le genre aiyai s'étend dans le sud-centre et sud-centre-est algérien, aux confins de l'Atlas saharien, dans une zone délimitée au nord par une ligne Msila-Tiaret et au sud par un arc de cercle allant de Biskra à El Bayadh en passant par Laghouat et El Meniaa.
Les tribus nomades de cet espace ont été le berceau dans lequel s'est constitué cette tradition. Le genre est frontalier avec le bedoui oranais à l'ouest, avec le genre Chaoui des Aurès et le sraoui du Sétifois, il s'est étendu au-delà de son espace d'origine, il n'est pas rare de voir des chanteurs de aiyai se produire à Bouira, Tiaret ou dans la région de Sétif.

## Instruments et structure

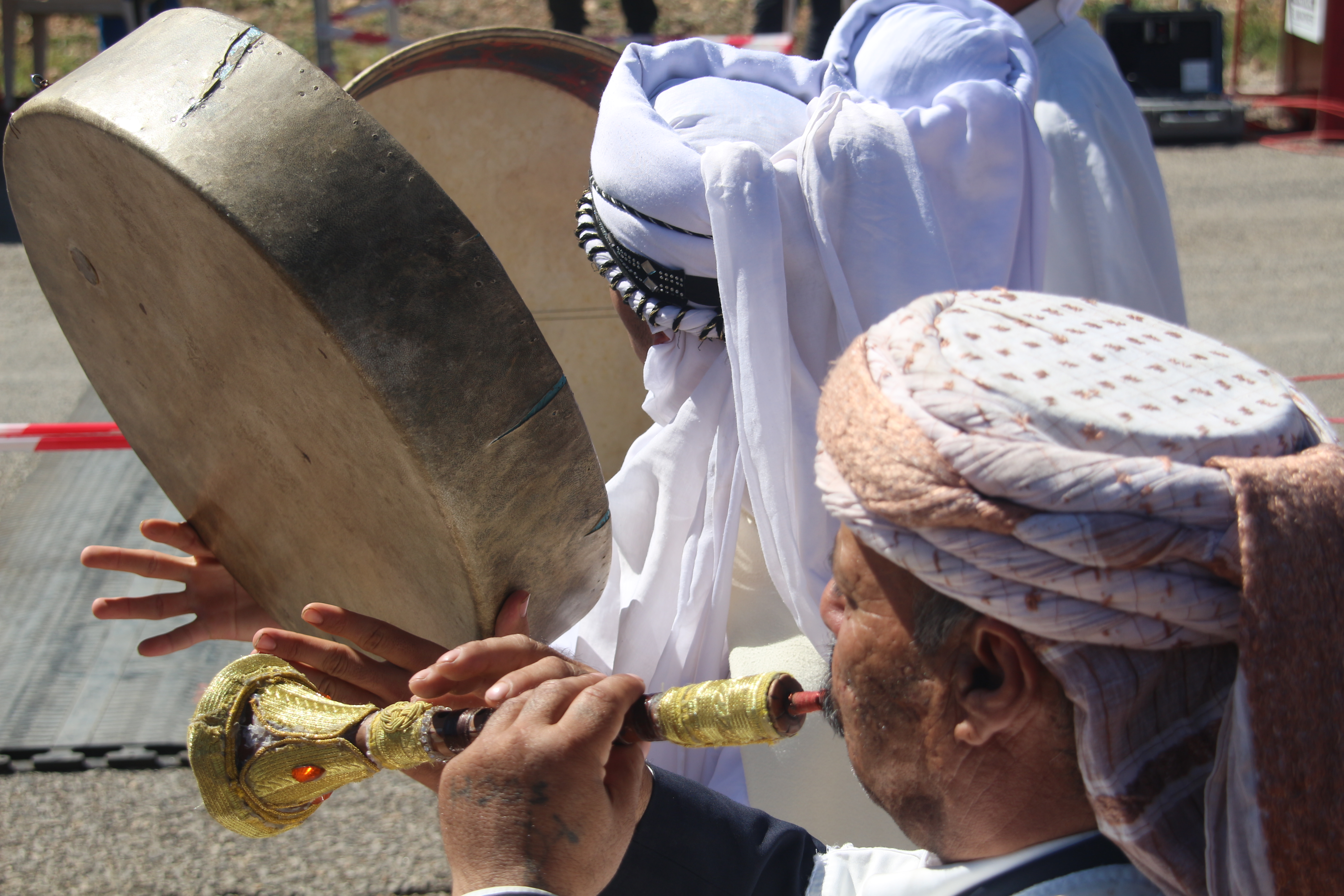
Joueurs de gasba et de bendir

Les instruments de musique utilisés dans le aiyai sont la gasba (flute) et le bendir pour la percussion, à l'instar au bedoui chaoui, contrairement au bedoui oranais qui emploie le gallal ; par ailleurs, il est un peu plus mélodieux que ce dernier sous-genre.
La majorité des chanteurs se font accompagner par au moins deux gassab (flûtiste), mais auparavant le chanteur n'a été accompagné que d'un seul gassab.  Toutefois, une seule gasba doit toujours être l'instrument mélodique r'kiza (colonne, support), qui jette les bases de la mélodie par l'introduction de la phrase musicale, l'autre (ou les autres) joue le rôle de r'dif (qui signifie suivant et par extension accompagnateur). 
Le aiyai donne plus d'importance au texte, la musique et la poésie forment un tout indissociable, car chez les poètes du genre, parler d'une qacida « melhoun », c'est parler du chant qui l'accompagne. Il comporte les éléments suivants : une introduction instrumentale, puis l'alternance poésie chantée-musique, pour terminer soit par l'interjection « aiyai », soit par une finale instrumentale jouée par la gasba r'kiza.
Le aiyai a relativement gardé ses traits originaux et n'a été que très peu affecté par d'autres influences, notamment celle de la musique orientale. Toutefois, certaines pratiques tel que l'introduction de nouveaux instruments, conséquences de la sédentarisation progressive de cette musique et de ses porteurs, se rapprochent plus des musiques urbaines ou citadines, mais sans dénaturer le genre. Il connaît également une féminisation, des classiques du genre, ont été repris par Noura ou par Zoulikha.

## Titres notables
- Hiziya, chef-d'œuvre de Ben Guittoun[6]
- Ras b'nadem, interprété par El Bar Amar[10]
- Ya rabbi ya khalki wenta ta'lem, (« Oh, mon dieu toi, qui sais ! »), interprété par Rahab Tahar[7]

## Artistes représentatifs

### Auteurs
- Mohamed Ben Guittoun[10]
- Cheikh Smati[6]
- Ben Noui[7]
- Abdallah Ben Kerriou (1869 ou 1871 - 1921)[8]

### Chanteurs-poètes
- Abdelhamid Ababsa[10] (1918 - 1998)
- Khelifi Ahmed (1921 - 2018)[10]
- Rabah Driassa (1934)[10]
- El Bar Amar[10]
- Rahab Tahar[1]

## Exemple de textes
Exemple d'une pièce d'Abdallah Benkerriou, qui exprime des valeurs très souvent chantées :
« La touknout yakhatri sa’af lakdar……

ouetmahel lemsayeeb edahr el fani »
« Ne désespère pas, mon cœur obéis au destin ! ……

Et incline toi devant les rigueurs du temps éphémère »